# Oxyethira insularis
Oxyethira insularis är en nattsländeart som beskrevs av Darcy B. Kelley 1989. Oxyethira insularis ingår i släktet Oxyethira och familjen smånattsländor. Inga underarter finns listade i Catalogue of Life.